# Alice Zikeli
Alice Zikeli (* 9. Oktober 1990 in Düsseldorf) ist eine deutsche Schauspielerin.

## Leben und Werk
Alice Zikeli besuchte vom August 2010 bis Februar 2014 die Schauspielschule der Keller in Köln. Im Theater der Keller gab sie 2011 ihr Bühnendebüt in diversen Rollen in dem Stück Die Stunde, da wir nichts voneinander wussten von Peter Handke. Des Weiteren belegte Zikeli einen Mikrofon- und einen Kamera-Workshop, absolvierte ein biomechanisches Training bei Christian von Treskow und erwarb spezielle Kenntnisse in der Biomechanik nach Wsewolod Meyerhold.
In der Spielzeit 2013/14 gastierte Alice Zikeli in Eine Stille für Frau Schirakesch und Fooling around/Shakespeares Narren erneut am Theater der Keller. Weitere Stationen ihrer Bühnenlaufbahn waren die Kölner Bühnen Theater am Dom, wo sie 2012 in Der Mann, der sich nicht traut und in der Spielzeit 2014/15 in Charleys Tante von Brandon Thomas zu sehen war, und das Comedia Theater, an dem sie 2013 in Gott und die Welt spielte. Christian von Treskows Inszenierung von Das Leben der Ameisen wurde 2013 sowohl am Schauspiel Köln als auch an den Wuppertaler Bühnen gezeigt. im Frühjahr 2015 stand Zikeli im Wolfgang Borchert Theater in Münster als Eve in Kleists Der zerbrochne Krug auf der Bühne. Weiter war sie dort unter anderem als Luise in Kabale und Liebe von Friedrich Schiller zu sehen, spielte die Viola in William Shakespeares Was ihr wollt und in der Komödie Frau Müller muss weg von Lutz Hübner.
Ihr Kameradebüt hatte Alice Zikeli 2011 in Was wir nicht wissen und Christa, zwei Kurzfilmen der Kunsthochschule für Medien Köln. 2015 sah man sie in einer Nebenrolle der ZDF-Serie SOKO Köln.
Alice Zikeli spricht neben Deutsch fließend Englisch und betreibt mehrere Sportarten, darunter Einradfahren und Bühnenfechten. Sie lebt in Köln.

## Filmografie
- 2011: Christa (Kurzfilm)
- 2011: Was wir nicht wissen (Kurzfilm)
- 2013: Hidden Gloss (Kurzfilm)[3]
- 2014: Jahrestag (Kurzfilm)[1]
- 2015: SOKO Köln – Ihr letzter Wille
- 2017: Schaulustige – Sei kein Gaffer (Kurzfilm)
- 2018: Alles was zählt – Rettung
- 2018: Wintermärchen